# Réthoville
Réthoville är en kommun i departementet Manche i regionen Normandie i norra Frankrike. Kommunen ligger i kantonen Saint-Pierre-Église som tillhör arrondissementet Cherbourg. År 2018 hade Réthoville 132 invånare.

## Befolkningsutveckling
Antalet invånare i kommunen Réthoville
| Referens: INSEE |